# Wildbirds & Peacedrums
I Wildbirds & Peacedrums sono un gruppo musicale svedese formatosi nel 2005 e costituito da Mariam Wallentin e Andreas Werliin.

## Storia
I due componenti del gruppo, gli svedesi Mariam Wallentin e Andreas Werliin, studiano teatro e musica a Göteborg. Compagni (e poi sposi) nella vita, nel 2005 fondano il progetto Wildbirds & Peacedrums. Ad accogliere i primi suoni del gruppo è la città di Berlino (Germania), dove i due partecipano a numerosi eventi e festival indipendenti. L'esordio del duo avviene nel 2007, quando esce Heartcore. Il disco fonde blues, folk e musica psichedelica e si basa sul connubio percussione-voce. L'album vale al gruppo importanti riconoscimenti in patria come l'Årets Svensk Jazz.
Nel 2008 è uscito in Svezia il secondo album The Snake, ristampato l'anno successivo nel resto dell'Europa. Ed è ancora il sodalizio voce-ritmo a farla da padrone, grazie all'ipnotica voce di Mariam e alla padronanza ossessiva degli strumenti di Andreas.
A distanza di un anno, nel 2010 escono due EP chiamati Retina (maggio 2010) e Iris (giugno 2010), che confluiscono poi nel terzo disco in studio. Registrato in Islanda, Rivers vede la collaborazione della Schola Cantorum di Reykjavík diretta da Hildur Guðnadóttir.
Nel 2013 Wallentin pubblica un disco solista intitolato Blood Donation con il soprannome Mariam the Believer, in cui tuttavia collabora anche Werliin alle percussioni. L'anno seguente il duo ha pubblicato il quarto album Rhythm.

## Discografia

### Album in studio
- 2007 – Heartcore
- 2008 – The Snake
- 2010 – Rivers
- 2014 – Rhythm

### EP
- 2009 – My Heart
- 2010 – Retina
- 2010 – Iris